# Butrymowo
Butrymowo (biał. Бутрымава, ros. Бутримово) – wieś na Białorusi, w obwodzie mińskim, w rejonie wilejskim, w sielsowiecie Lubań.

## Historia
W czasach zaborów zaścianek szlachecki w gminie Wilejka, w powiecie wilejskim, w guberni wileńskiej Imperium Rosyjskiego. W 1866 roku liczył 17 dusz rewizyjnych.
W latach 1921–1945 wieś i kolonia leżała w Polsce, w województwie wileńskim, w powiecie wilejskim, w gminie Kołowicze (do 1929 gmina Wilejka).
Według Powszechnego Spisu Ludności z 1921 roku zamieszkiwało tu (łącznie z kolonią) 56 osób, 54 były wyznania rzymskokatolickiego a 2 prawosławnego. Jednocześnie wszyscy mieszkańcy zadeklarowali polską przynależność narodową. Było tu 12 budynków mieszkalnych. W 1931 wieś w 10 domach zamieszkiwało 51 osób; kolonię w 1 domu 5 osób.
Wierni należeli do parafii rzymskokatolickiej i prawosławnej w Wilejce. Miejscowość podlegała pod Sąd Grodzki w Wilejce i Okręgowy w Wilnie; właściwy urząd pocztowy mieścił się w Wilejce.
W wyniku napaści ZSRR na Polskę we wrześniu 1939 miejscowość znalazła się pod okupacją sowiecką. 2 listopada została włączona do Białoruskiej SRR. Od czerwca 1941 roku pod okupacją niemiecką. W 1944 miejscowość została ponownie zajęta przez wojska sowieckie i włączona do Białoruskiej SRR.
Od 1991 roku w składzie niepodległej Białorusi.